# Hefaistos
Hefaistos er i græsk mytologi smedenes, håndværkernes og ildens gud. Han var søn af Hera, som har bragt ham til verden uden Zeus's hjælp, da hun var vred over omstændighederne vedrørende Athenes fødsel. Han blev født som krøbling og blev smidt i havet af Hera efter fødslen. Han landede i havet og blev samlet op af havnymfen Thetis, mor til Achilleus.
Han blev smidt ned fra Olympen af Zeus, da han prøvede at hjælpe Hera, der var spændt op mellem himmel og jord. Han faldt indtil aftenstid, hvor han landede på øen Lemnos. Han vendte senere tilbage til Olympen på ryggen af et muldyr.
Hefaistos var en af de mest elskede guder, fordi han blandt andet var hjælpsom og retfærdig, og det er sagt, at han var netop den, der kunne skabe fred mellem Zeus og Hera, efter at de havde skændtes. Han var gift med Afrodite, men nok ikke videre lykkeligt, da hun var ham utro med Ares. Og så var det også ham, der smedede lyn til Zeus. Han svarer til Vulkan i romersk mytologi.